# Hammer Film Productions
Hammer Film Productions war ein britisches Filmunternehmen, das in den 1930er bis frühen 1980er Jahren Filme produzierte. Nach über 20 Jahren Pause wurden die legendären Studios 2007 unter neuer Leitung reanimiert.
Die Filme spielen meist im Horror- und Thriller-Genre, aber auch anderer Genres zählten zum Repertoire von Hammer, wie Science-Fiction-Filme, Historienfilme, Kriegsfilme oder Komödien.

## Charakteristik der Filme
Zahlreiche Klassiker des Horrorfilms sind Hammer-Produktionen. Christopher Lee und Peter Cushing galten als Stammschauspieler des Produktionsunternehmens und waren auch gemeinsam in Filmen wie Dracula zu sehen. Hammer verknüpfte als erste Filmgesellschaft die britische Gothic-Tradition mit den blutigen Grausamkeiten des französischen Théâtre du Grand Guignol.
Mit dieser expliziten Darstellung blutiger Details führte Hammer die erste große Genre-Innovation seit den Horror-Filmen der 1930er Jahre ein, bei denen im Gegensatz zu den Hammer-Filmen nur wenig blutige Details gezeigt wurden. Dennoch lässt man – Im Vergleich zu späteren Horrorfilmen ab den 70er Jahren – dem Zuschauer nach wie vor viel Raum bei der Interpretation der sogenannten Horrorszenen und baut darauf, dass die eigene Vorstellungskraft des Publikums größer ist als das, was man zu zeigen vermag.
Bemerkenswert bei den Hammer-Filmen ist oftmals die Verwendung verschiedener Farbfilter vor der eigentlichen Kameralinse, um die bedrohliche Szenerie noch zu verstärken.

## Geschichte

### Frühe Jahre
Die Produktionsgesellschaft wurde 1934 von William Hinds gegründet. Hinds war Inhaber einer Reihe von Juweliergeschäften und trat auch als Bühnenkomiker unter dem Künstlernamen „Will Hammer“ auf – daher der Name des Unternehmens Hammer. Die erste, 1935 entstandene Filmproduktion war die Komödie The Public Life of Henry the Ninth (über die Karriere eines Bühnenentertainers), der Film gilt als verschollen. Im selben Jahr entstand Hammers erster Horrorfilm, die von Regisseur Denison Clift gedrehte Version einer Geschichte um das Geisterschiff „Mary Celeste“ unter dem Titel The Mystery of the Mary Celeste. Unter den Mitwirkenden war Dracula-Darsteller Bela Lugosi, der die Rolle des Anton Lorenzen spielte und dessen Rolle damit anspielt auf das tatsächliche Besatzungsmitglied Volkert Lorenzen. Der Film erhielt miserable Kritiken. Es folgten noch drei weitere Filme (darunter Song of Freedom, 1936, mit Paul Robeson und „Will Hammer“, alias William Hinds, selbst, in einer winzigen Nebenrolle), dann stellte die Firma für die nächsten Jahre ihre Tätigkeit ein. Weiterbetrieben wurde allerdings die von Hinds und Enrique Carreras gegründete Verleihfirma Exclusive Films samt dazugehöriger Kinokette.
1947 nahm Hammer Films dann wieder seine Produktionstätigkeit auf, zunächst vor allem, um nach dem Krieg, als die britische Filmproduktion erst langsam wieder anlief, genug Material für die eigenen Kinos zur Verfügung zu haben. Die Söhne der Firmengründer, Anthony Hinds und James Carreras, stiegen als Produzenten bei Hammer ein und sollten die Geschicke der Gesellschaft in den nächsten Jahrzehnten maßgeblich mitbestimmen. Die erste Hammer-Produktion nach der Wiederaufnahme der Tätigkeit war 1947 der Krimi Death in High Heels, gefolgt 1948 unter anderem von River Patrol, einem Krimi über eine Bande von Nylon-Schmugglern (beide Filme waren jeweils nur eine gute Dreiviertelstunde lang). Relativ erfolgreich war dann eine Reihe von Spionagefilmen um den Geheimagenten „Dick Barton“ (nach einer erfolgreichen BBC-Radioserie), beginnend mit Dick Barton – Geheimagent (1948, Originaltitel Dick Barton – Special Agent) – nach drei Filmen (als zweiter und bester erschien 1949 Geheimwelle 505, Originaltitel Dick Barton Strikes Back, als dritter Dick Barton at the Bay) war allerdings, aufgrund des Todes von Hauptdarsteller Don Stannard durch einen Autounfall, schon wieder Schluss mit der Dick-Barton-Reihe.
Terence Fisher, der sich später zum wohl wichtigsten Regisseur bei Hammer entwickeln sollte, führte erstmals 1952 Regie, bei dem Film noir The Last Page. Fisher inszenierte kurz darauf auch die beiden ersten, äußerst kostengünstig hergestellten, Science-Fiction-Filme der Gesellschaft: Four Sided Triangle (1953), der schon einige Frankenstein-Motive vorwegnimmt, und Spaceways (1953), eine Mischung aus Whodunit und Science-Thriller (es geht um den Versuch, den weltweit ersten Satelliten ins All zu befördern).
In den folgenden Jahren erschienen zwei weitere erfolgreiche Filme, die Science-Fiction- mit Horrorelementen verbanden: Schock (1955, Regie: Val Guest, die Filmversion der ersten britischen Science-Fiction-TV-Serie The Quatermass Experiment, die noch zwei Nachfolger verbuchen konnte) und XX unbekannt (1956, Regie: Leslie Norman).

### Frankenstein und Dracula

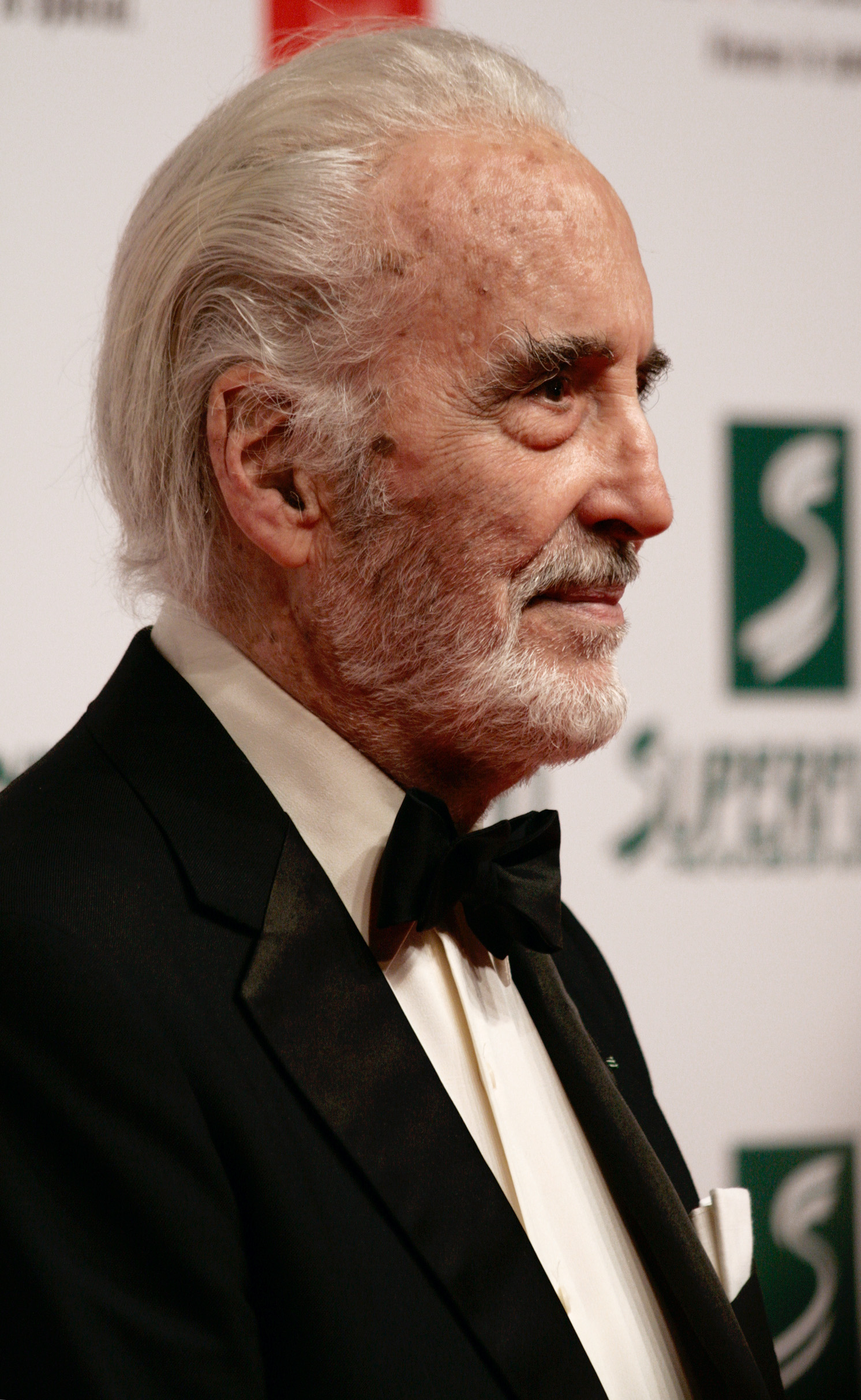
Schauspieler Christopher Lee erlangte u. a. als Dracula Bekanntheit

Ihren Ruf als Spezialist für Horror-Filme begründeten Hammer Films 1957 mit der farbigen Neuverfilmung des Frankenstein-Stoffes nach Mary Shelley. Auf der Suche nach neuen Stoffen bemerkte das Unternehmen, dass seit fast 15 Jahren keine klassische Horrorverfilmung mehr erfolgt war und dass alle bisherigen Horrorfilme nur in Schwarzweiß vorlagen. Man verlegte die Frankenstein-Handlung in das Viktorianische Zeitalter, verpflichtete den damals noch relativ unbekannten Christopher Lee für die Darstellung von Frankensteins Monster, der aus rechtlichen Gründen das Aussehen von Boris Karloff in der bekanntesten Frankenstein-Verfilmung aus dem Jahr 1931 nicht übernehmen durfte (mit seiner neuen Maske jedoch der Buchvorlage mehr entsprach als Karloff) und konzentrierte sich in der Handlung mehr auf die Person des „verrückten Wissenschaftlers“ Frankenstein, gespielt von Peter Cushing. Das Konzept von Frankensteins Fluch (The Curse of Frankenstein, 1957, Regie: Terence Fisher) war erfolgreich, sodass schon ein Jahr später Frankensteins Rache (The Revenge of Frankenstein, 1958) in die Kinos gebracht wurde und über die Jahre fünf weitere Nachfolger erhielt. Bekannt jedoch wurde Lee durch die Rolle des Grafen Dracula (in dem Film Dracula von 1958, Regie: Terence Fisher), dem er ein völlig neues Profil gab. Alleine durch seine Körpergröße, die stechenden Augen und seine gespenstische Mimik wurde er zum Symbol und Aushängeschild der Hammer-Produktionen. Auch hier war wiederum, wie bei Hammers erstem Frankenstein-Film, Peter Cushing, in der Rolle des Vampirjägers Van Helsing, Lees Gegenspieler auf der Leinwand. Die erfolgreiche Paarung wurde noch in einigen weiteren Filmen eingesetzt – zweimal trafen Cushing und Lee noch als Dracula und Van Helsing aufeinander (in Dracula jagt Minimädchen von 1972 und Dracula braucht frisches Blut von 1973), einmal als Ägyptologe und Mumie (in Die Rache der Pharaonen von 1959), manchmal standen sie auch auf derselben Seite (als Sherlock Holmes und Henry Baskerville in Der Hund von Baskerville von 1959, als Wissenschaftler-Kollegen in Die brennenden Augen von Schloss Bartimore von 1964 und Herrscherin der Wüste, ebenfalls von 1964).

### Weitere Themen
Motiviert durch den Erfolg der ersten Frankenstein- und Dracula-Neuverfilmung, machte man sich bei Hammer daran, im Lauf der Zeit auch andere, ursprünglich unter anderem durch Universal populär gemachte Horrorgestalten zurück auf die Leinwand zu bringen. 1959 hatte die Mumie ihr Comeback (Der Fluch der Mumie – mit drei Fortsetzungen), gefolgt 1960 von Dr. Jekyll (Schlag 12 in London – mit einer Fortsetzung), dem Wolfsmenschen 1961 (Der Fluch von Siniestro – dies sollte Hammers einziger Werwolf-Film fürs Kino bleiben), dem Phantom der Oper 1962 (Das Rätsel der unheimlichen Maske – keine Fortsetzung). All diesen Filmen drückte Terence Fisher als Regisseur seinen Stempel auf. 1966 kam dann noch Hammers einziger Zombie-Film Nächte des Grauens heraus, diesmal in der Regie von John Gilling.
Neben den Dracula-Filmen produzierte Hammer noch eine Anzahl weiterer Vampirfilme, darunter die „Karnstein“-Trilogie (nach Joseph Sheridan LeFanus Carmilla, beginnend mit Gruft der Vampire von 1970). Im Horror-Genre beschäftigte man sich außerdem mit Themen wie Tiermenschen (Das schwarze Reptil, 1965) sowie Hexerei und Satanismus (Der Teufel tanzt um Mitternacht, 1966, Die Braut des Teufels, 1967, und andere). Einen großen Stellenwert bei Hammer hatten außerdem zahlreiche Psycho-Thriller.

### Filmschaffende
Neben Peter Cushing und Christopher Lee zählten noch eine Reihe weiterer Schauspieler und Schauspielerinnen zum Stamm-Ensemble der Hammer-Filme, darunter Ingrid Pitt, Barbara Shelley, Ralph Bates, Thorley Walters, André Morell, Oliver Reed und Michael Ripper. Wesentliche Regisseure waren vor allem Terence Fisher, Freddie Francis, Roy Ward Baker, John Gilling, Peter Sasdy, Don Sharp und Alan Gibson, sowie Val Guest, der nach Terence Fisher die zweitmeisten Filme für Hammer inszenierte. Hervorzuheben sind hier auch noch Jimmy Sangster, der für Hammer nicht nur als Regisseur mehrere Filme gedreht, sondern als Autor auch über 20 Drehbücher verfasst hat, sowie der künstlerisch prägende Produktionsleiter und Drehbuchautor Anthony Hinds, der Sohn von Firmengründer William Hinds. Auch Michael Carreras, Sohn von James und Enkel von Enrique Carreras, war als Produzent und Regisseur eine zentrale Figur bei Hammer. Stilbildend wirkten außerdem der Komponist James Bernard, Kameramann Jack Asher, Production-Designer Bernard Robinson und Maskenbildner Roy Ashton.

### Die Studios
Das Unternehmen wird oft fälschlicherweise als Hammer-Studios bezeichnet, doch Hammer ist nur der Name des Produktionsunternehmens. Die kleine, bis 1970 Hammer-eigene Atelieranlage, in der die meisten Filme aus der Zeit entstanden sind, heißt Bray Studios und befindet sich in London in der Nähe des Themse-Ufers, bei Windsor. Gedreht wird aber auch in den größeren Elstree- und Pinewood Studios.

### Die letzten Jahre
1979 erschien mit dem Thriller Tödliche Botschaft der vorerst letzte Kinofilm der Hammer Film Productions. Der finanzielle Misserfolg des Films führte zum Konkurs des Unternehmens, das daraufhin unter Zwangsverwaltung geriet. 1980 und 1984 wurden dann noch zwei TV-Serien herausgebracht, Hammer House of Horror (Gefrier-Schocker) und Hammer House of Mystery and Suspense (Vorsicht, Hochspannung), die den endgültigen Niedergang von Hammer aber auch nicht mehr verhindern konnten.

### Neubeginn

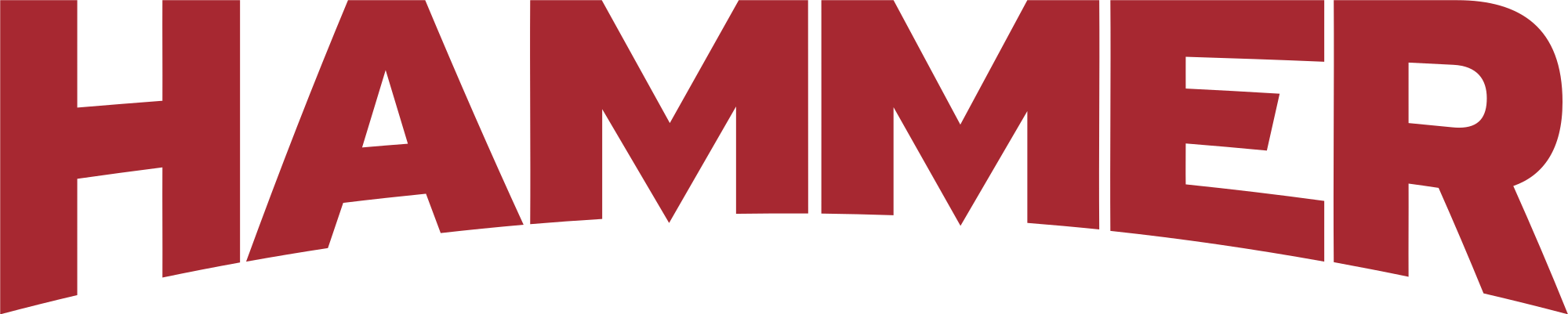
Logo der neuen Hammer Films

In den 2000er Jahren wurde mehrmals eine Reaktivierung von Hammer Films angekündigt. Im Jahr 2007 übernahm der niederländische Produzent John de Mol das Unternehmen und kündigte die Produktion eines neuen Horrorfilms an. 
Beyond the Rave wurde im April 2008 veröffentlicht. Der Film The Resident, mit dem auch Christopher Lee sein (einmaliges) Comeback als Hammer-Darsteller feierte, erschien 2011. Mittlerweile sind 8 „neue“ Hammer-Filme entstanden, besonders erfolgreich waren bisher Die Frau in Schwarz und Let Me In, das Remake des schwedischen Vampirfilms So finster die Nacht. 2017 erschien die Hörspielfassung eines unrealisierten Drehbuchs von Anthony Hinds, The Unquenchable Thirst of Dracula, in der Regie von Mark Gatiss, eine Filmversion ist für die Zukunft angedacht. Der letzte bislang veröffentlichte Film war der Kurzfilm The Monkey’s Paw (2022) nach der Erzählung Die Affenpfote von W. W. Jacobs.

## Veröffentlichungen
Zahlreiche Hammer-Filme liegen auf VHS und DVD vor. So veröffentlichten die Label Warner und Anolis zwischen 2002 und 2004 eine Reihe von Hammer-Filmen erstmals auf DVD. Seit 2007 werden unveröffentlichte Filme und Neuauflagen von Koch Media auf den Markt gebracht.
Einige Filmmusiken der Hammer-Filme sind auch auf CD erschienen:
| Jahr | Titel                                                  | Label                | Inhalt / Bemerkungen                                                                                     | Interpret                                          |
| ---- | ------------------------------------------------------ | -------------------- | --- | -------------------------------------------------- |
| 1989 | Music from the Hammer Films                            | Silva Screen Records | Originalmusik aus u. a. Dracula, Hands of the Ripper, Vampire Circus                                     | James Bernard, Christopher Gunning, David Whitaker |
| 1998 | The Hammer Film Music Collection – Volume One          | GDI Records          | Musik aus u. a. The Devil Rides Out, Twins of Evil, Dracula, Frankenstein Must Be Destroyed              | Verschiedene                                       |
| 1999 | The Hammer Film Music Collection – Volume Two          | GDI Records          | Musik aus u. a. The Satanic Rites of Dracula, The Mummy’s Shroud, Frankenstein and the Monster from Hell | Verschiedene                                       |
| 2009 | Dracula A.D. 1972 – Original Motion Picture Soundtrack | BSX Records          | Original-Score von Mike Vickers, limitierte CD (1500 Stück)                                              | Mike Vickers                                       |
| 2017 | Hammer Horror: Classic Themes 1958–1974                | Silva Screen Records | Neuaufnahmen klassischer Themen, u. a. aus Captain Kronos, Quatermass and the Pit, Dracula AD 1972       | Verschiedene                                       |

Am 21. März 2012 veröffentlichte Hammer Films die Hammer Scream Board App für das iPhone.

## Filmografie

### Tabellarische Übersicht
| Jahr | Deutscher Titel                                 | Originaltitel                          | Regisseur                                        | Hauptdarsteller                                                                  | Genre           |
| ---- | ----------------------------------------------- | -------------------------------------- | ------------------------------------------------ | -------------------------------------------------------------------------------- | --------------- |
| 1935 | The Public Life of Henry the Ninth              | The Public Life of Henry the Ninth     | Bernard Mainwaring                               | Leonard Henry, George Mozart, Wally Patch                                        |                 |
| 1935 | The Mystery of the Mary Celeste                 | The Mystery of the Mary Celeste        | Denison Clift                                    | Bela Lugosi, Shirley Grey, Arthur Margetson                                      |                 |
| 1936 | Song of Freedom                                 | Song of Freedom                        | J. Elder Wills                                   | Paul Robeson, Elisabeth Welsh, George Mozart                                     |                 |
| 1936 | Sporting Love                                   | Sporting Love                          | J. Elder Wills                                   | Stanley Lupino, Laddie Cliff, Ann Meredith                                       |                 |
| 1935 | The Bank Messenger Mystery                      | The Bank Messenger Mystery             | Lawrence Huntingdon                              | George Mozart, Francesca Bahrle, Paul Neville                                    |                 |
| 1947 | Death in High Heels                             | Death in High Heels                    | Lionel Tomlinson                                 | Don Stannard, Elsa Tee, Veronica Rose                                            |                 |
| 1948 | The Dark Road                                   | The Dark Road                          | Alfred J. Goulding                               | Charles Stuart, Joyce Linden, Michael Ripper                                     |                 |
| 1948 | River Patrol                                    | River Patrol                           | Ben R. Hart                                      | John Blythe, Lorna Dean, Wally Patch                                             |                 |
| 1948 | Dick Barton – Geheimagent                       | Dick Barton, Special Agent             | Alfred J. Goulding                               | Don Stannard, George Ford, Gillian Maude                                         |                 |
| 1949 | The Adventures of PC 49                         | The Adventures of PC 49                | Godfrey Grayson                                  | Hugh Latimer, John Penrose, Michael Ripper                                       |                 |
| 1949 | Dick Barton – Geheimwelle 505                   | Dick Barton Strikes Back               | Godfrey Grayson                                  | Don Stannard, Sebastian Cabot, Jean Lodge                                        |                 |
| 1949 | The Man in Black                                |                                        |                                                  |                                                                                  | Thriller        |
| 1950 | Dick Barton und der Todesstrahl                 | Dick Barton at Bay                     | Godfrey Grayson                                  | Don Stannard, Tamara Desni, George Ford                                          |                 |
| 1951 | The Black Widow                                 |                                        |                                                  |                                                                                  | Thriller        |
| 1951 | A Case for PC 49                                | A Case for PC 49                       | Francis Searle                                   | Brian Reece, Joy Shelton, Michael Ripper                                         |                 |
| 1951 | Cloudburst                                      | Cloudburst                             | Francis Searle                                   | Robert Preston, Elizabeth Sellars, Colin Tapley                                  |                 |
| 1952 | Erpresserin                                     | The Last Page                          | Terence Fisher                                   | George Brent, Marguerite Chapman, Raymond Huntley                                |                 |
| 1952 | Vom Täter fehlt jede Spur                       | Lady in the Fog                        | Sam Newfield                                     | Cesar Romero, Lois Maxwell, Bernadette O’Farrell                                 |                 |
| 1952 | Stolen Face                                     | Stolen Face                            | Terence Fisher                                   | Paul Henreid, Lizabeth Scott, André Morell                                       |                 |
| 1953 | Teufel in Blond                                 | The Flanagan Boy                       | Reginald LeBorg                                  | Barbara Payton, Frederick Valk, John Slater                                      |                 |
| 1953 | Todesroulette                                   | The Saint’s Return                     | Seymour Friedman                                 | Louis Hayward, Naomi Chance, Sydney Tafler                                       |                 |
| 1953 | Four Sided Triangle                             | Four Sided Triangle                    | Terence Fisher                                   | Barbara Payton, James Hayter, John Van Eyssen                                    | Science Fiction |
| 1953 | Mantrap                                         | Mantrap                                | Terence Fisher                                   | Paul Henreid, Lois Maxwell, Barbara Shelley                                      |                 |
| 1953 | Spaceways                                       | Spaceways                              | Terence Fisher                                   | Howard Duff, Eva Bartok, Alan Wheatley                                           | Science Fiction |
| 1953 | Blood Orange                                    | Blood Orange                           | Terence Fisher                                   | Tom Conway, Mila Parély, Naomi Chance                                            |                 |
| 1954 | Das Gangster-Syndikat                           | 36 Hours                               | Montgomery Tully                                 | Dan Duryea, Elsie Albin, Gudrun Ure                                              |                 |
| 1954 | Robin Hood, der rote Rächer                     | The Men of Sherwood Forest             | Val Guest                                        | Don Taylor, Reginald Beckwith, Eileen Moore                                      |                 |
| 1954 | Life with the Lyons                             | Life with the Lyons                    | Val Guest                                        | Bebe Daniels, Ben Lyon, Barbara Lyon                                             |                 |
| 1954 | Face the Music                                  | The Black Glove                        | Terence Fisher                                   | Alex Nicol, Eleanor Summerfield, John Salew                                      |                 |
| 1954 | Mask of Dust                                    | Race for Life                          | Terence Fisher                                   | Richard Conte, Mari Aldon, Peter Illing                                          | Action          |
| 1955 | Spionagenetz Hamburg                            | Break in the Circle                    | Val Guest                                        | Forrest Tucker, Eva Bartok, Marius Goring                                        | Action          |
| 1955 | Schock                                          | The Quatermass Xperiment               | Val Guest                                        | Brian Donlevy, Jack Warner, Margia Dean                                          | Science Fiction |
| 1955 | The Lyons in Paris                              | The Lyons in Paris                     | Val Guest                                        | Ben Lyon, Bebe Daniels, Barbara Lyon                                             |                 |
| 1956 | XX unbekannt                                    | X: The Unknown                         | Leslie Norman                                    | Dean Jagger, Edward Chapman, Leo McKern                                          | Science Fiction |
| 1956 | A Man on the Beach                              | A Man on the Beach                     | Joseph Losey                                     | Donald Wolfit, Michael Medwin, Michael Ripper                                    |                 |
| 1956 | Murder at Site 3                                | Murder at Site 3                       |                                                  |                                                                                  | Action          |
| 1957 | Feinde aus dem Nichts                           | Quatermass 2                           | Val Guest                                        | Brian Donlevy, John Longden, Sidney James                                        | Science Fiction |
| 1957 | Stahlbajonett                                   | The Steel Bayonet                      | Michael Carreras                                 | Leo Genn, Kieron Moore, Michael Medwin                                           | Krieg           |
| 1957 | Frankensteins Fluch                             | The Curse of Frankenstein              | Terence Fisher                                   | Peter Cushing, Hazel Court, Christopher Lee                                      | Horror          |
| 1957 | Yeti, der Schneemensch                          | The Abominable Snowman                 | Val Guest                                        | Peter Cushing, Forrest Tucker, Maureen Connell                                   | Fantasy         |
| 1958 | Immer Ärger in der Army                         | Up the Creek                           | Val Guest                                        | David Tomlinson, Peter Sellers, Wilfrid Hyde-White                               |                 |
| 1958 | Die gelbe Hölle                                 | The Camp of Blood Island               | Val Guest                                        | André Morell, Carl Möhner, Walter Fitzgerald                                     | Krieg           |
| 1958 | Der Schnorchel                                  | The Snorkel                            | Guy Green                                        | Peter van Eyck, Betta St. John, Mandy Miller                                     | Thriller        |
| 1958 | Dracula                                         | Horror of Dracula                      | Terence Fisher                                   | Christopher Lee, Peter Cushing, Michael Gough                                    |                 |
| 1958 | Frankensteins Rache                             | The Revenge of Frankenstein            | Terence Fisher                                   | Peter Cushing, Francis Matthews, Eunice Gayson                                   | Horror          |
| 1958 | I Only Arsked!                                  | I Only Arsked                          | Montgomery Tully                                 | Bernard Bresslaw, Alfie Bass, Michael Ripper                                     |                 |
| 1958 | Noch mehr Ärger in der Army                     | Further Up the Creek                   | Val Guest                                        | David Tomlinson, Frankie Howerd, Shirley Eaton                                   |                 |
| 1959 | Don’t Panic Chaps!                              | Don’t Panic Chaps!                     | George Pollock                                   | Dennis Price, George Cole, Thorley Walters                                       | Krieg           |
| 1959 | Der Hund von Baskerville                        | The Hound of the Baskervilles          | Terence Fisher                                   | Peter Cushing, André Morell, Christopher Lee                                     |                 |
| 1959 | Den Tod überlistet                              | The Man Who Could Cheat Death          | Terence Fisher                                   | Anton Diffring, Hazel Court, Christopher Lee                                     |                 |
| 1959 | The Ugly Duckling                               | The Ugly Duckling                      | Lance Comfort                                    | Bernard Bresslaw, Jon Pertwee, Michael Ripper                                    |                 |
| 1959 | Feinde von gestern                              | Yesterday’s Enemy                      | Val Guest                                        | Stanley Baker, Guy Rolfe, Leo McKern                                             | Krieg           |
| 1959 | Vor uns die Hölle                               | Ten Seconds to Hell                    | Robert Aldrich                                   | Jack Palance, Jeff Chandler, Martine Carol                                       | Krieg           |
| 1959 | Die Rache der Pharaonen                         | The Mummy                              | Terence Fisher                                   | Peter Cushing, Christopher Lee, Yvonne Furneaux                                  | Horror          |
| 1959 | Die Würger von Bombay                           | The Stranglers of Bombay               | Terence Fisher                                   | Guy Rolfe, Allan Cuthbertson, Marie Devereux                                     |                 |
| 1960 | Vertraue keinem Fremden                         | Never Take Sweets from a Stranger      | Cyril Frankel                                    | Gwen Watford, Patrick Allen, Felix Aylmer                                        | Thriller        |
| 1960 | Hetzjagd                                        | Hell is a City                         | Val Guest                                        | Stanley Baker, John Crawford, Donald Pleasence                                   |                 |
| 1960 | Schlag 12 in London                             | The Two Faces of Dr. Jekyll            | Terence Fisher                                   | Paul Massie, Dawn Addams, Christopher Lee                                        |                 |
| 1960 | Dracula und seine Bräute                        | The Brides of Dracula                  | Terence Fisher                                   | Peter Cushing, Yvonne Monlaur, David Peel                                        | Horror          |
| 1960 | Terror der Tongs                                | The Terror of the Tongs                | Anthony Bushell                                  | Geoffrey Toone, Christopher Lee, Yvonne Monlaur                                  |                 |
| 1960 | Der unsichtbare Schatten                        | The Full Treatment                     | Val Guest                                        | Claude Dauphin, Diane Cilento, Ronald Lewis                                      | Thriller        |
| 1960 | Das Schwert des Robin Hood                      | Sword of Sherwood Forest               | Terence Fisher                                   | Richard Greene, Peter Cushing, Sarah Branch                                      |                 |
| 1960 | Einmal China und zurück                         | Visa to Canton                         | Michael Carreras                                 | Richard Basehart, Lisa Gastoni, Athene Seyler                                    | Action          |
| 1961 | Cash on Demand                                  | Cash on Demand                         | Quentin Lawrence                                 | Peter Cushing, André Morell, Richard Vernon                                      |                 |
| 1961 | Der Fluch von Siniestro                         | The Curse of the Werewolf              | Terence Fisher                                   | Oliver Reed, Yvonne Romain, Clifford Evans,                                      | Horror          |
| 1961 | Ein Toter spielt Klavier                        | Taste of Fear                          | Seth Holt                                        | Susan Strasberg, Christopher Lee, Ann Todd                                       | Thriller        |
| 1961 | Schatten einer Katze                            | The Shadow of the Cat                  | John Gilling                                     | Conrad Phillips, André Morell, Barbara Shelley                                   | Thriller        |
| 1961 | Watch It, Sailor!                               | Watch It, Sailor!                      | Wolf Rilla                                       | Dennis Price, Liz Fraser, Irene Handl                                            |                 |
| 1961 | A Weekend with Lulu                             | A Weekend with Lulu                    | John Paddy Carstairs                             | Bob Monkhouse, Shirley Eaton, Sid James                                          |                 |
| 1962 | Sie sind verdammt                               | The Damned                             | Joseph Losey                                     | Macdonald Carey, Shirley Anne Field, Oliver Reed                                 | Science Fiction |
| 1962 | Piraten vom Todesfluß                           | The Pirates of Blood River             | John Gilling                                     | Kerwin Mathews, Christopher Lee, Oliver Reed                                     |                 |
| 1962 | Die Bande des Captain Clegg                     | Captain Clegg                          | Peter Graham Scott                               | Peter Cushing, Yvonne Romain, Oliver Reed                                        |                 |
| 1962 | Das Rätsel der unheimlichen Maske               | The Phantom of the Opera               | Terence Fisher                                   | Herbert Lom, Heather Sears, Michael Gough                                        |                 |
| 1962 | Das alte finstere Haus                          | The Old Dark House                     | William Castle                                   | Tom Poston, Robert Morley, Janette Scott                                         |                 |
| 1962 | Die Ausgekochten                                | Maniac                                 | Michael Carreras                                 | Kerwin Mathews, Nadia Gray, Donald Houston                                       | Thriller        |
| 1962 | Haus des Grauens                                | Paranoiac                              | Freddie Francis                                  | Janette Scott, Oliver Reed, Sheila Burrell                                       | Thriller        |
| 1962 | Der Kuß des Vampirs                             | The Kiss of the Vampire                | Don Sharp                                        | Edward de Souza, Nowel Willman, Edward de Souza                                  | Horror          |
| 1963 | Der Satan mit den langen Wimpern                | Nightmare                              | Freddie Francis                                  | David Night, Moira Redmond, Jennie Linden                                        | Thriller        |
| 1963 | Die scharlachrote Klinge                        | The Scarlet Blade                      | John Gilling                                     | Lionel Jeffries, Oliver Reed, Jack Hedley                                        |                 |
| 1963 | Die Teufelspiraten                              | The Devil-Ship Pirates                 | Don Sharp                                        | Christopher Lee, Suzan Farmer, Andrew Keir                                       |                 |
| 1963 | Frankensteins Ungeheuer                         | The Evil of Frankenstein               | Freddie Francis                                  | Peter Cushing, Sandor Eles, Katy Wild                                            | Horror          |
| 1964 | Die brennenden Augen von Schloss Bartimore      | The Gorgon                             | Terence Fisher                                   | Peter Cushing, Christopher Lee, Barbara Shelley                                  |                 |
| 1964 | Die Rache des Pharao                            | The Curse of the Mummy’s Tomb          | Michael Carreras                                 | Terence Morgan, Roland Howard, Fred Clark                                        | Horror          |
| 1964 | Herrscherin der Wüste                           | She                                    | Robert Day                                       | Ursula Andress, Peter Cushing, Christopher Lee                                   | Fantasy         |
| 1964 | Das Geheimnis der Blutinsel                     | The Secret of Blood Island             | Quentin Lawrence                                 | Jack Hedley, Barbara Shelley, Patrick Wymark                                     | Krieg           |
| 1964 | Das düstere Haus                                | Fanatic                                | Silvio Narizzano                                 | Tallulah Bankhead, Stefanie Powers, Donald Sutherland                            | Thriller        |
| 1964 | Die Letzten von Fort Kandahar                   | The Brigand of Kandahar                | John Gilling                                     | Ronald Lewis, Oliver Reed, Duncan Lamont                                         |                 |
| 1965 | War es wirklich Mord?                           | The Nanny                              | Seth Holt                                        | Bette Davis, Wendy Craig, Jill Bennett                                           | Thriller        |
| 1965 | Blut für Dracula                                | Dracula: Prince of Darkness            | Terence Fisher                                   | Christopher Lee, Barbara Shelley, Andrew Keir                                    | Horror          |
| 1965 | Rasputin – der wahnsinnige Mönch                | Rasputin: The Mad Monk                 | Don Sharp                                        | Christopher Lee, Barbara Shelley, Renée Asherson                                 |                 |
| 1965 | Das schwarze Reptil                             | The Reptile                            | John Gilling                                     | Jacqueline Pearce, Noel Willman, Jennifer Daniel                                 |                 |
| 1966 | Nächte des Grauens                              | The Plague of the Zombies              | John Gilling                                     | John Carson, Jacqueline Pearce, André Morell                                     |                 |
| 1966 | Eine Million Jahre vor unserer Zeit             | One Million Years B.C.                 | Don Chaffey                                      | Raquel Welch, John Richardson, Martine Beswick                                   |                 |
| 1966 | Der Sklave der Amazonen                         | Slave Girls                            | Michael Carreras                                 | Martine Beswick, Edina Roney, Michael Latimer                                    | Fantasy         |
| 1966 | Der Teufel tanzt um Mitternacht                 | The Witches                            | Cyril Frankel                                    | Joan Fontaine, Kay Walsh, Alex McCowen                                           |                 |
| 1966 | Königin der Wikinger                            | The Viking Queen                       | Don Chaffey                                      | Don Murray, Andrew Keir, Adrienne Corri                                          |                 |
| 1966 | Frankenstein schuf ein Weib                     | Frankenstein created Woman             | Terence Fisher                                   | Peter Cushing, Susan Denberg, Robert Morris                                      | Horror          |
| 1966 | Der Fluch der Mumie                             | The Mummy’s Shroud                     | John Gilling                                     | André Morell, Maggie Kimberly, John Phillips                                     | Horror          |
| 1967 | Das grüne Blut der Dämonen                      | Quatermass and the Pit                 | Roy Ward Baker                                   | Andrew Keir, Barbara Shelley, James Donald                                       | Science Fiction |
| 1967 | Robin Hood, der Freiheitsheld                   | A Challenge for Robin Hood             | C. M. Pennington-Richards                        | Barrie Ingham, Peter Blythe, John Arnatt                                         |                 |
| 1967 | Die Giftspritze                                 | The Anniversary                        | Roy Ward Baker & Alvin Rakoff                    | Bette Davis, Sheila Hancock, Jack Hedley                                         |                 |
| 1967 | Jung, blond und tödlich                         | The Vengeance of She                   | Cliff Owen                                       | John Richardson, Olga Schoberová, Edward Judd                                    | Fantasy         |
| 1967 | Die Braut des Teufels                           | The Devil Rides Out                    | Terence Fisher                                   | Christopher Lee, Charles Gray, Patrick Mower                                     |                 |
| 1967 | Bestien lauern vor Caracas                      | The Lost Continent                     | Michael Carreras                                 | Eric Porter, Hildegard Knef, Suzanna Leigh                                       | Fantasy         |
| 1968 | Draculas Rückkehr                               | Dracula Has Risen From The Grave       | Freddie Francis                                  | Christopher Lee, Rupert Davies, Veronica Carlson                                 | Horror          |
| 1968 | Journey to the Unknown (17-teilige TV-Serie)    | Journey to the Unknown                 | Roy Ward Baker, Peter Sasdy, Alan Gibson u. a.   | Joseph Cotten, Roddy McDowall, Julie Harris u. a.                                |                 |
| 1969 | Frankenstein muss sterben!                      | Frankenstein Must Be Destroyed         | Terence Fisher                                   | Peter Cushing, Veronica Carlson, Freddie Jones                                   | Horror          |
| 1969 | Banditen auf dem Mond                           | Moon Zero Two                          | Roy Ward Baker                                   | James Olson, Catherine Schell, Warren Mitchell                                   | Science Fiction |
| 1969 | Crescendo – Die Handschrift des Satans          | Crescendo                              | Alan Gibson                                      | Stefanie Powers, James Olson, Margaretta Scott                                   | Thriller        |
| 1970 | Wie schmeckt das Blut von Dracula?              | Taste the Blood of Dracula             | Peter Sasdy                                      | Christopher Lee, Linda Hayden, Geoffrey Keen                                     | Horror          |
| 1970 | Gruft der Vampire                               | The Vampire Lovers                     | Roy Ward Baker                                   | Ingrid Pitt, Madeline Smith, Peter Cushing                                       | Horror          |
| 1970 | Frankensteins Schrecken                         | The Horror of Frankenstein             | Jimmy Sangster                                   | Ralph Bates, David Prowse, Dennis Price                                          | Horror          |
| 1970 | Dracula – Nächte des Entsetzens                 | Scars of Dracula                       | Roy Ward Baker                                   | Christopher Lee, Patrick Troughton, Anoushka Hempel                              | Horror          |
| 1970 | Als Dinosaurier die Erde beherrschten           | When Dinosaurs Ruled the Earth         | Val Guest                                        | Victoria Vetri, Robin Hawdon, Patrick Allen                                      |                 |
| 1970 | Sex vor 6 Millionen Jahren                      | Creatures the World Forgot             | Don Chaffey                                      | Julie Ege, Brian O’Shaughnessy, Tony Bonner                                      |                 |
| 1970 | Comtesse des Grauens                            | Countess Dracula                       | Peter Sasdy                                      | Ingrid Pitt, Nigel Green, Lesley-Anne Down                                       | Horror          |
| 1971 | Nur Vampire küssen blutig                       | Lust for a Vampire                     | Jimmy Sangster                                   | Yutte Stensgaard, Ralph Bates, Mike Raven                                        | Horror          |
| 1971 | Das Grab der blutigen Mumie                     | Blood from the Mummy’s Tomb            | Seth Holt & Michael Carreras                     | Andrew Keir, Valerie Leon, James Villiers                                        | Horror          |
| 1971 | Hände voller Blut                               | Hands of the Ripper                    | Peter Sasdy                                      | Eric Porter, Angharad Rees, Jane Merrow                                          |                 |
| 1971 | Dr. Jekyll und Sister Hyde                      | Dr. Jekyll & Sister Hyde               | Roy Ward Baker                                   | Ralph Bates, Martine Beswick, Susan Broderick                                    |                 |
| 1971 | Aufruhr im Busdepot                             | On the Buses                           | Harry Booth                                      | Reg Varney, Doris Hare, Michael Robbins                                          |                 |
| 1971 | Draculas Hexenjagd                              | Twins of Evil                          | John Hough                                       | Madeleine Collinson, Mary Collinson, Damien Thomas, Peter Cushing                | Horror          |
| 1971 | Circus der Vampire                              | Vampire Circus                         | Robert Young                                     | Anthony Higgins, Adrienne Corri, Lynne Frederick                                 | Horror          |
| 1971 | Dämonen der Seele                               | Demons of the Mind                     | Peter Sykes                                      | Robert Hardy, Shane Briant, Patrick Magee                                        |                 |
| 1971 | Ehe der Morgen graut                            | Straight on till Morning               | Peter Collinson                                  | Rita Tushingham, Shane Briant, Katya Wyeth                                       | Thriller        |
| 1972 | Dracula jagt Minimädchen                        | Dracula A.D. 1972                      | Alan Gibson                                      | Christopher Lee, Peter Cushing, Caroline Munro                                   | Horror          |
| 1972 | The Fear – Angst in der Nacht                   | Fear in the Night                      | Jimmy Sangster                                   | Joan Collins, Judy Geeson, Ralph Bates, Peter Cushing                            | Thriller        |
| 1972 | Meuterei im Bus                                 | Mutiny on the Buses                    | Harry Booth                                      | Reg Varney, Doris Hare, Michael Robbins                                          |                 |
| 1972 | Das total verrückte Begräbnis                   | That’s Your Funeral                    | John Robins                                      | Bill Fraser, Raymond Huntley, Dennis Price                                       |                 |
| 1972 | Nearest and Dearest                             | Nearest and Dearest                    | John Robins                                      | Hylda Baker, Jimmy Jewel, Joe Gladwin                                            |                 |
| 1973 | Dracula braucht frisches Blut                   | The Satanic Rites of Dracula           | Alan Gibson                                      | Christopher Lee, Peter Cushing, Joanna Lumley                                    | Horror          |
| 1973 | Ein irrer Trip im Wahnsinnsbus                  | Holiday on the Buses                   | Bryan Izzard                                     | Reg Varney, Doris Hare, Michael Robbins                                          |                 |
| 1973 | Love Thy Neighbour                              | Love Thy Neighbour                     | John Robins                                      | Jack Smethurst, Rudolph Walker, Nina Baden-Semper                                |                 |
| 1973 | Wolfshead: The Legend of Robin Hood             | Wolfshead: The Legend of Robin Hood    | John Hough                                       | David Warbeck, Kathleen Byron, Ciaran Madden                                     |                 |
| 1974 | Die 7 goldenen Vampire                          | The Legend of the 7 Golden Vampires    | Roy Ward Baker & Chang Cheh                      | Peter Cushing, John Forbes-Robertson, Julie Ege                                  | Horror          |
| 1974 | Captain Kronos – Vampirjäger                    | Captain Kronos – Vampire Hunter        | Brian Clemens                                    | Horst Janson, Caroline Munro, John Cater                                         | Horror          |
| 1974 | Frankensteins Höllenmonster                     | Frankenstein and the Monster from Hell | Terence Fisher                                   | Peter Cushing, Shane Briant, David Prowse                                        | Horror          |
| 1974 | Ti Lung – Der tödliche Schatten des Mr. Shatter | Shatter                                | Michael Carreras & Monte Hellman                 | Stuart Whitman, Peter Cushing, Ti Lung                                           | Action          |
| 1974 | Man About the House                             | Man About the House                    | John Robins                                      | Richard O’Sullivan, Paula Wilcox, Sally Thomsett                                 |                 |
| 1975 | Die Braut des Satans                            | To the Devil a Daughter                | Peter Sykes                                      | Richard Widmark, Christopher Lee, Nastassja Kinski                               |                 |
| 1979 | Tödliche Botschaft                              | The Lady Vanishes                      | Anthony Page                                     | Elliott Gould, Cybill Shepherd, Angela Lansbury                                  | Thriller        |
| 1980 | Gefrier-Schocker (13-teilige TV-Serie)          | Hammer House of Horror                 | Peter Sasdy, Don Sharp, Alan Gibson u. a.        | Peter Cushing, Denholm Elliott, Jon Finch u. a.                                  | Thriller        |
| 1984 | Vorsicht, Hochspannung! (13-teilige TV-Serie)   | Hammer House of Mystery and Suspense   | Peter Sasdy, Val Guest, Gabrielle Beaumont u. a. | David Carradine, Dean Stockwell, Dirk Benedict u. a.                             | Horror          |
| 1990 | World of Hammer                                 | World of Hammer                        | Robert Sidaway                                   | Oliver Reed                                                                      |                 |
| 2008 | Beyond the Rave                                 | Beyond the Rave                        | Matthias Hoene                                   | Nora-Jane Noone, Jamie Dornan, Tamer Hassan                                      | Horror          |
| 2010 | Let Me In                                       | Let Me In                              | Matt Reeves                                      | Kodi Smit-McPhee, Chloë Moretz, Richard Jenkins                                  | Horror          |
| 2011 | The Resident                                    | The Resident                           | Antti Jokinen                                    | Hilary Swank, Christopher Lee, Jeffrey Dean Morgan                               | Thriller        |
| 2011 | Wake Wood                                       | Wake Wood                              | David Keating                                    | Aidan Gillen, Eva Birthistle, Timothy Spall                                      |                 |
| 2012 | Die Frau in Schwarz                             | The Woman In Black                     | James Watkins                                    | Daniel Radcliffe, Ciarán Hinds, Janet McTeer                                     |                 |
| 2014 | The Quiet Ones                                  | The Quiet Ones                         | John Pogue                                       | Jared Harris, Sam Claflin, Olivia Cooke                                          |                 |
| 2015 | Die Frau in Schwarz 2: Engel des Todes          | The Woman In Black: Angel of Death     | Tom Harper                                       | Phoebe Fox, Jeremy Irvine, Helen McCrory                                         |                 |
| 2019 | The Lodge                                       | The Lodge                              | Veronika Franz & Severin Fiala                   | Riley Keough, Richard Armitage, Lia McHugh, Jaeden Lieberher, Alicia Silverstone | Thriller        |
| 2022 | The Monkey's Paw                                | The Monkey's Paw                       | Ben Kaplan                                       | Ian Gelder, Peter Sullivan, George Rainsford                                     |                 |
| 2022 | So finster die Nacht (10-teilige TV-Serie)      | Let the Right One In                   | Seith Mann, Viet Nguyen, Eva Sørhaug u. a.       | Demián Bichir, Anika Noni Rose, Grace Gummer                                     |                 |

### Gruppierung nach Genre und Thema
(Doppelnennungen sind möglich)
Auch wenn Hammer heute in erster Linie mit Horrorfilmen assoziiert wird, hat sich die Firma auch mit anderen Genres beschäftigt. Das Horrorgenre macht nur etwa ein Drittel von Hammers Produktionsvolumen aus. Auch Psychothriller haben einen hohen Stellenwert. In der Anfangszeit, vor Beginn der Horror-Welle mit Frankensteins Fluch von 1957, wurden bei Hammer fast ausschließlich Krimis hergestellt, ergänzt durch Komödien sowie einige SF-Filme mit Gruselelementen.
Auffallend ist die Tendenz, erfolgreichen Filmen logisch aufeinander aufbauende Fortsetzungen folgen zu lassen, sodass teilweise längere Filmreihen entstanden. Besonders zu erwähnen sind hierbei die Dracula- und die Frankenstein-Reihe. Dies entspricht einer ähnlichen Praxis wie bei den Universal-Horrorfilmen, deren Erbe Hammer in gewisser Weise antrat. So wurde etwa zu Beginn jedes Dracula-Films dargestellt, wie der im vorangegangenen Film vernichtete Dracula nun erneut ins Dasein zurückkehrt. Anders als bei Universal, wo in der Endphase durch das Zusammenführen verschiedener Filmmonster die Sub-Genres miteinander verschmolzen, blieben sie bei Hammer bis zuletzt voneinander getrennt.
Abgesehen vom Vorbild Universal gab es einen weiteren Grund für Hammers Vorliebe für serielle Filmproduktion: etliche ihrer Filmreihen und einige Einzelfilme basierten auf erfolgreichen Radio- und Fernsehserien der BBC, vor allem die Dick Barton-, die Quatermass- und die Busdepot-Reihe. Hammers eigene TV-Serien (Journey to the Unknown, Gefrier-Schocker und Vorsicht, Hochspannung!) verzichteten allerdings auf Kontinuität; jede Episode erzählte eine komplett unabhängige Geschichte.

#### Horror
- Dracula:

Die Dracula-Reihe erzeugt Kontinuität durch die beiden Hauptfiguren Dracula und Van Helsing und deren Darsteller Christopher Lee und Peter Cushing. Nur in einem Teil der Filmreihe sind allerdings beide gemeinsam zu sehen: In Dracula und seine Bräute agiert lediglich Van Helsing, Dracula wird nur erwähnt, in den vier darauf folgenden Filmen taucht umgekehrt nur Dracula, nicht aber Van Helsing auf. Mit Dracula jagt Minimädchen springt die Filmreihe in die Gegenwart, hier ist Van Helsing in der im 19. Jahrhundert spielenden Anfangsszene zu sehen, in der im 20. Jahrhundert spielenden Haupthandlung übernimmt dann, um die Logik zu wahren, ein Nachfahre Van Helsings (wieder von Cushing gespielt) die Hauptrolle. Einen Bruch stellt der letzte Dracula-Film Die 7 goldenen Vampire dar – hier findet die Handlung wieder in der Vergangenheit statt, und Dracula wird zum ersten und einzigen Mal nicht von Lee, sondern von John-Forbes Robertson dargestellt.
Dracula (1958) | Dracula und seine Bräute (1960) | Blut für Dracula (1965) | Draculas Rückkehr (1968) | Wie schmeckt das Blut von Dracula? (1969) | Dracula – Nächte des Entsetzens (1970) | Dracula jagt Minimädchen (1972) | Dracula braucht frisches Blut (1973) | Die 7 goldenen Vampire (1974)
- Karnstein-Trilogie:

Die ersten beiden Filme sind durch dieselbe Hauptfigur, die Vampirin Carmilla Karnstein, verbunden, die jedoch im ersten Film von einer anderen Schauspielerin (Ingrid Pitt) als im zweiten Film (Yutte Stensgaard) gespielt wird. Im dritten Film ist die Verbindung nur noch lose, das Geschlecht Karnstein steht im Mittelpunkt, Carmilla selbst (erneut von einer anderen Schauspielerin verkörpert) hat nur noch einen Kurzauftritt. Ursprünglich war die heute so genannte Karnstein-Trilogie gar nicht als Trilogie geplant – ein vierter Film (mit Peter Cushing als Graf Karnstein) war geplant, wurde jedoch nicht mehr realisiert. Einige Anspielungen haben dann Eingang in Captain Kronos, Vampirjäger gefunden, der deshalb gelegentlich inoffiziell auch als vierter Teil der Karnstein-Reihe betrachtet wird und eigentlich selbst eine neue Captain-Kronos-Reihe begründen sollte, zu der es nicht mehr kam.
Gruft der Vampire (1970) | Nur Vampire küssen blutig (1971) | Draculas Hexenjagd (1971)
- Andere Vampirfilme: Der Kuß des Vampirs (1962) | Comtesse des Grauens (1970) | Circus der Vampire (1971) | Captain Kronos – Vampirjäger (1974) | Beyond the Rave (2008) | Let Me In (2010)
- Frankenstein:

Anders als bei Universals Frankenstein-Reihe, bei der das Monster im Mittelpunkt stand, kreisen Hammers Frankenstein-Filme um die Figur des Dr. Frankenstein, der in jedem Film eine neue Kreatur erschafft und durchgängig von Peter Cushing verkörpert wurde. Eine Ausnahme stellt der als Reboot gedachte Film Frankensteins Schrecken dar, der erneut, so wie schon der erste Film der Reihe, auf Mary Shelleys Original-Roman basiert, hier wurde Frankenstein von Ralph Bates gespielt. Im folgenden und letzten Film der Reihe, Frankensteins Höllenmonster, übernahm dann wieder Cushing die Rolle.
Frankensteins Fluch (1957) | Frankensteins Rache (1958) | Frankensteins Ungeheuer (1963) | Frankenstein schuf ein Weib (1966) | Frankenstein muss sterben! (1969) | Frankensteins Schrecken (1970) | Frankensteins Höllenmonster (1974)
- Die Mumie:

Hammers vier Mumienfilme stellen keine wirkliche Filmreihe dar, sie sind nur thematisch miteinander verbunden. Der erste Film ist ein etwas abgeändertes Remake von Universals Mumienfilm The Mummy’s Hand (seinerseits die erste Fortsetzung von Die Mumie), aber jeder Nachfolgefilm erzählt dann eine völlig unabhängige Geschichte, mit unterschiedlichen Hauptfiguren und Darstellern.
Die Rache der Pharaonen (1959) | Die Rache des Pharao (1964) | Der Fluch der Mumie (1966) | Das Grab der blutigen Mumie (1971)
- Dr. Jekyll: The Ugly Duckling (1959) | Schlag 12 in London (1960) | Dr. Jekyll und Sister Hyde (1971)
- Mad Scientist: Four Sided Triangle (1953) | Den Tod überlistet (1959) | Die Experimente des Mr. Blueck (Gefrier-Schocker, Episode 7, 1980)
- Werwolf: Der Fluch von Siniestro (1961) | Kinder des Vollmonds (Gefrier-Schocker, Episode 8, 1980)
- Tiermenschen: Das schwarze Reptil (1965) | Circus der Vampire (1971)
- Okkultismus (Hexerei, Satanismus): Der Teufel tanzt um Mitternacht (1966) | Die Braut des Teufels (1967) | Dämonen der Seele (1971) | Die Braut des Satans (1975) | Die Hexe von Woodstock-Farm (Gefrier-Schocker, Episode 1, 1980) | Der Wächter des Höllenschlunds (Gefrier-Schocker, Episode 10, 1980) | Die Handlanger des Satans (Gefrier-Schocker, Episode 13, 1980) | Die Satansvision (Vorsicht, Hochspannung!, Episode 9, 1984) | Wake Wood (2011)
- Zombies | Voodoo: Nächte des Grauens (1966) | Charlie Boy (Gefrier-Schocker, Episode 6, 1980)
- Phantom der Oper: Das Rätsel der unheimlichen Maske (1962)
- Jack the Ripper: Room to Let (1950) | Hände voller Blut (1971)
- Andere: The Mystery of the Mary Celeste (1935) | Yeti, der Schneemensch (1957) | Der Hund von Baskerville (1959) | Das alte finstere Haus (1962) | Die brennenden Augen von Schloss Bartimore (1964) | Gefrierschocker – mehrere Episoden (1980) | Vorsicht, Hochspannung! – mehrere Episoden (1984) | Die Frau in Schwarz (2012) | The Quiet Ones (2014) | Die Frau in Schwarz 2: Engel des Todes (2015)

#### Thriller
- The Man in Black (1949) | The Black Widow (1951) | Der Schnorchel (1958) | Vertraue keinem Fremden (1960) | Der unsichtbare Schatten (1960) | Ein Toter spielt Klavier (1961) | Schatten einer Katze (1961) | Die Ausgekochten (1962) | Haus des Grauens (1962) | Der Satan mit den langen Wimpern (1963) | Das düstere Haus (1964) | War es wirklich Mord? (1965) | Crescendo – Die Handschrift des Satans (1969) | Ehe der Morgen graut (1971) | The Fear – Angst in der Nacht (1972) | Tödliche Botschaft (1979) | Gefrierschocker – mehrere Episoden (1980) | Vorsicht, Hochspannung! – mehrere Episoden (1984) | The Resident (2011) | The Lodge (2019)

#### Science Fiction
- Quatermass-Reihe:

Die Quatermass-Filme basieren auf der britischen TV-Serie The Quatermass Experiment. Der zweite Teil gilt als das erste Sequel der Filmgeschichte mit einer Ordnungszahl im Titel. Die ersten beiden Teile sind in Schwarzweiß gedreht und Prof. Quatermass wird von Brian Donlevy gespielt. Im dritten, in Farbe produzierten Teil wird Quatermass von Andrew Keir dargestellt.
Schock (1955) | Feinde aus dem Nichts (1957) | Das grüne Blut der Dämonen (1967)
- Andere: Four Sided Triangle (1953) | Spaceways (1953) | XX unbekannt (1956) | Sie sind verdammt (1962) | Bestien lauern vor Caracas (1967) | Banditen auf dem Mond (1969) | Ein Kinderspiel (Vorsicht, Hochspannung!, Episode 10, 1984)

#### Historien-Filme
- Robin Hood:

Hammers Robin-Hood-Filme sind nur durch die handelnden Personen (wie Robin Hood, Maid Marian, Sheriff von Nottingham usw.) miteinander verbunden, die aber in jedem Film von anderen Darstellern verkörpert werden. Es besteht auch keine inhaltliche Verbindung zwischen den Filmen. Der Robin-Hood-Darsteller Richard Greene im zweiten Film (Das Schwert des Robin Hood) hatte die Rolle zuvor bereits mehrere Jahre lang in der TV-Serie Die Abenteuer von Robin Hood gespielt. Der vierte Film (Wolfshead: The Legend of Robin Hood) wurde bereits 1969 als Pilotfilm für eine nicht realisierte TV-Serie gedreht, kam aber erst vier Jahre später ins Kino.
Robin Hood, der rote Rächer (1954) | Das Schwert des Robin Hood (1960) | Robin Hood, der Freiheitsheld (1967) | Wolfshead: The Legend of Robin Hood (1973)
- Piraten: Piraten vom Todesfluß (1962) | Die Bande des Captain Clegg (1962) | Die Teufelspiraten (1963)
- Kolonialzeit: Die Würger von Bombay (1959) | Terror der Tongs (1960) | Die Letzten von Fort Kandahar (1964)
- Ur- und Vorzeit: Eine Million Jahre vor unserer Zeit (1966) | Der Sklave der Amazonen (1966) | Als Dinosaurier die Erde beherrschten (1970) | Sex vor 6 Millionen Jahren (1970)
- Andere: Die scharlachrote Klinge (1963) | Rasputin – der wahnsinnige Mönch (1965) | Königin der Wikinger (1966) | Comtesse des Grauens (1970)

#### Fantasy
- She: Herrscherin der Wüste (1964) | Jung, blond und tödlich (1967)
- Andere: Yeti, der Schneemensch (1957) | Der Sklave der Amazonen (1966) | Bestien lauern vor Caracas (1967)

#### Krieg
- Stahlbajonett (1957) | Die gelbe Hölle (1958) | Feinde von gestern (1959) | Vor uns die Hölle (1959) | Don’t Panic Chaps! (1959) | Das Geheimnis der Blutinsel (1964)

#### Krimis
- Dick-Barton-Reihe: Dick Barton – Geheimagent (1948) | Dick Barton – Geheimwelle 505 (1949) | Dick Barton und der Todesstrahl (1950)
- Film noir: Erpresserin (1952) | Stolen Face (1952) | Teufel in Blond (1953) | Das Gangster-Syndikat (1953) | Five Days (1954) | The House Across the Lake (1954) | A Stranger Came Home (1954) | Hetzjagd (1960) | Cash on Demand (1962)
- Andere: The Bank Messenger Mystery (1936) | Death in High Heels (1947) | The Dark Road (1948) | River Patrol (1948) | Who Killed Van Loon? (1948) | The Adventures of PC 49 (1949) | Celia (1949) | Doctor Morelle (1949) | Meet Simon Cherry (1949) | Someone at the Door (1950) | A Case for PC 49 (1951) | Cloudburst (1951) | The Dark Light (1951) | The Rossiter Case (1951) | Whispering Smith Hits London (1952) | Death of an Angel (1952) | Vom Täter fehlt jede Spur (1952) | Wings of Danger (1952) | The Gambler and the Lady (1952) | Blood Orange (1953) | Mantrap (1953) | Todesroulette (1953) | Face the Music (1954) | Third Party Risk (1954) | Spionagenetz Hamburg (1955) | The Glass Cage (1955) | Murder by Proxy (1955) | Women Without Men (1956) | Murder at Site 3 (1956) | A Man on the Beach (Kurzfilm, 1956) | Der Hund von Baskerville (1959)

#### Komödien
- Bus-Reihe: Aufruhr im Busdepot (1971) | Meuterei im Bus (1972) | Ein irrer Trip im Wahnsinnsbus (1973)
- Militärkomödien: Immer Ärger in der Army (1958) | I Only Arsked! (1958) | Noch mehr Ärger in der Army (1958) | Don’t Panic Chaps! (1959)
- Schwarze Komödien | Gruselkomödien: The Ugly Duckling (1959) | Das alte finstere Haus (1962) | Die Giftspritze (1967) | Das total verrückte Begräbnis (1972)
- Andere: The Public Life of Henry the Ninth (1935) | Sporting Love (1936) | The Lady Craved Excitement (1950) | Someone at the Door (1950) | What the Butler Saw (1950) | Life with the Lyons (1954) | The Lyons in Paris (1955) | Watch It, Sailor! (1961) | A Weekend with Lulu (1961) | Nearest and Dearest (1972) | Love Thy Neighbour (1973) | Man About the House (1974)

#### Action
- Mask of Dust (1954) | Spionagenetz Hamburg (1955) | Murder at Site 3 (1956) | Einmal China und zurück (1960) | Ti Lung – Der tödliche Schatten des Mr. Shatter (1974) | Die 7 goldenen Vampire (1974)